# Lycomorphodes hemicrocea
Lycomorphodes hemicrocea är en fjärilsart som beskrevs av Paul Dognin 1909. Lycomorphodes hemicrocea ingår i släktet Lycomorphodes och familjen björnspinnare. Inga underarter finns listade i Catalogue of Life.